# Duren (Sumowono)
Duren is een bestuurslaag in het regentschap Semarang van de provincie Midden-Java, Indonesië. Duren telt 692 inwoners (volkstelling 2010).